# Стола

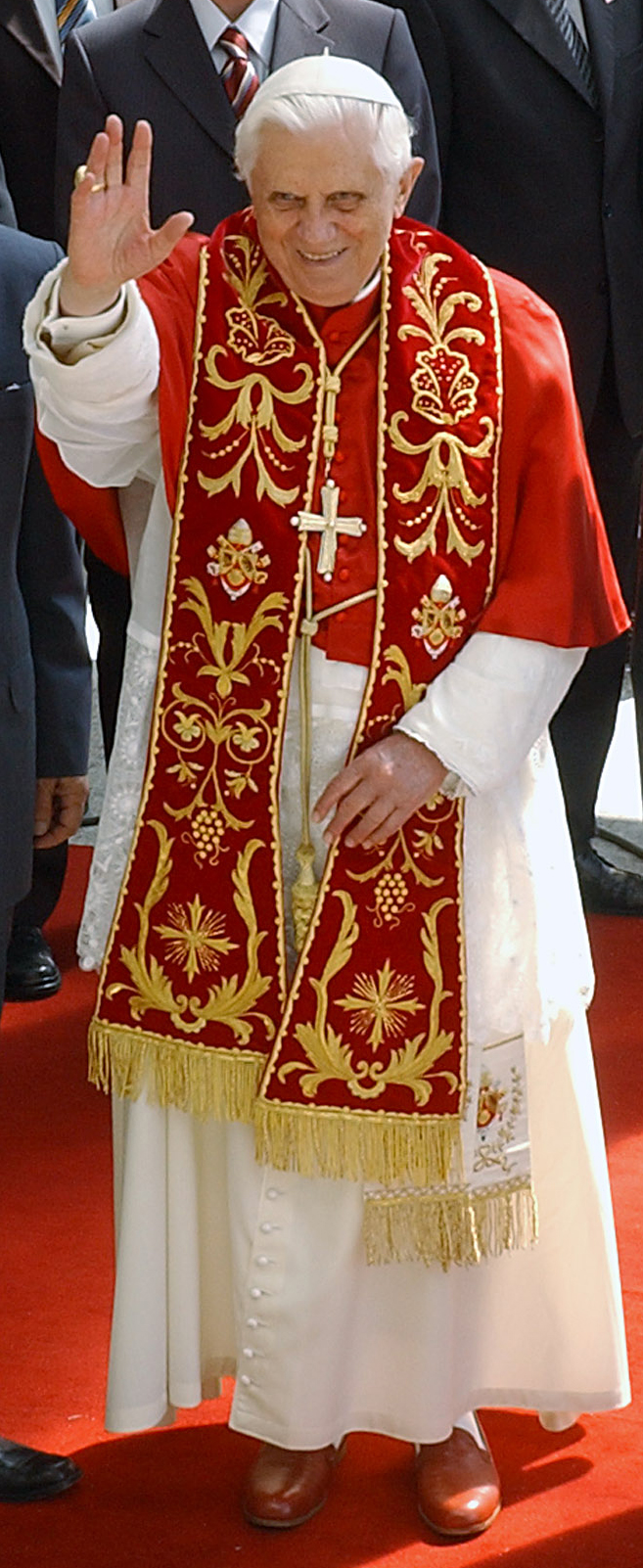
Папа Бенедикт XVI в державній столі

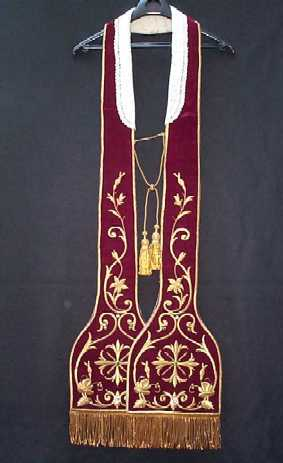
Традиційна стола із знімним комірцем

Сто́ла (лат. stola, від грец. στολή, stolē, «облачення») — елемент літургійного одягу католицького (і лютеранського) клірика. Шовкова стрічка 5–10 см завширшки і близько 2 метрів у довжину з нашитими на кінцях і у середині хрестами. Носиться поверх альби, під далматикою або казулою. Колір варіюється залежно від часу церковного року. Єпископ і священик одягає столу на шию таким чином, щоб кінці її спускалися до колін на одному рівні. Диякон носить столу на лівому плечі, закріплену на правому боці. Священики перехрещують кінці столи на грудях, єпископ спускає їх по грудях паралельно, тому що на грудях у нього знаходиться наперсний хрест. Папа римський носить розшиту так звану «державну» столу разом з моцеттою і рочетто.
Єпітрахіль — аналог столи у православній церкві.